# Kid Rock
Kid Rock, pseudonimo di Robert James Ritchie (Romeo, 17 gennaio 1971), è un cantautore, polistrumentista, rapper e attore statunitense.
Kid Rock è considerato uno dei più famosi artisti nel panorama musicale statunitense. Noto punto di riferimento per i generi rap rock e country rap, nel corso della sua carriera ha esercitato una forte influenza sull'industria musicale americana del XXI secolo.
Musicista autodidatta e polistrumentista, Kid rock è anche noto per la sua forte presenza scenica, per il suo carattere eclettico e per le sue canzoni di protesta.
In oltre trent'anni di attività musicale, ha collaborato con alcuni dei più noti artisti nel mondo dell'industria musicale tra i quali Eminem, Snoop Dogg, Jerry Lee Lewis, Dolly Parton, Hank Williams Jr, Kanye West, i Lynyrd Skynyrd e molti altri.
Nella sua carriera ha venduto più di 35 milioni di dischi in tutto il mondo.

## Biografia
Di origini inglesi, scozzesi, olandesi e tedesche, Kid Rock cresce nella piccola città di Romeo, Michigan, un sobborgo bianco di Detroit. Ispirato da gruppi hip hop come Beastie Boys e Run DMC, Kid Rock inizia a frequentare i gruppi della vicina cittadina di Mt. Clemens, facendo parte di un gruppo di break dance locale, The Furious Funkers.

### Primi anni di carriera musicale (1988-1996)
Nel 1988 registra i suoi primi demo, che gli fruttano un ingaggio con la Boogie Down Productions e, in seguito, un contratto discografico con la Jive Records. Nel 1990 esce il suo primo album, Grits Sandwiches for Breakfast, da cui viene estratto il singolo Yo-Da-Ling in the Valley, che frutta a un'emittente radiofonica particolarmente coraggiosa una delle multe più alte mai fatte dal Governo a una stazione radio. Dopo essere stato ospite e aver fatto da DJ nei tour con Too $hort e Ice Cube, Kid Rock si trasferisce a New York per registrare il suo secondo album rap, stavolta comprendente anche elementi hard rock, pubblicato nel 1993 e intitolato The Polyfuze Method. L'anno seguente esce l'EP Fire it up, seguito dal ritorno di Kid Rock a Detroit e dall'apertura della sua etichetta personale, la Top Dog: proprio questa pubblica nel 1996 un album dove è accompagnato, per la prima volta, dalla band Twisted Brown Trucker, intitolato Early Mornin' Stoned Pimp.

### Primi successi (1998-2001)
Finalmente, nel 1998 (e nel 1999 in Europa) viene pubblicato Devil Without a Cause, il quarto album di Kid Rock, lanciato dal singolo rap metal Bawitdaba (inserito anche nella classifica "100 Greatest Hard Rock Songs" di MTV), I Am the Bullgod, Cowboy e Only God Knows Why; è il primo disco per una major, nonché quello del primo successo: 11 milioni di copie." Questo fu il primo album in cui Kid Rock iniziò a fondere il metal, il country, il southern rock, l'hard rock e il blues con il rap. L'album è stato premiato dalla RIAA con 11 dischi di platino. Il disco è considerato, insieme a Significant Other dei Limp Bizkit, molto influente per il movimento rap metal sviluppatosi alla fine degli anni novanta e nei primi anni duemila e ha anche ottenuto un buon successo di critica.
Nel 2000 viene invece pubblicato The History of Rock, contenente riarrangiamenti dei pezzi dei primi album, di cui uno dei singoli estratti, American Bad Ass, riesce a riscuotere un certo successo anche grazie al famoso riff, che è un campionamento da Sad but True dei Metallica. Poco dopo la pubblicazione dell'album muore però il nano rapper Joe C., membro della Twisted Brown Trucker che suona per Kid Rock, a causa di gravi problemi di salute. Nel 2001 esce Cocky, album anch'esso di grande successo, dedicato a Joe C. e pubblicato nel 2001, contenente anche il brano Picture, con Sheryl Crow e il singolo Forever.

### Successo globale e album di protesta (2003-oggi)
Nel 2003 esce Kid Rock, album da cui viene estratto come primo singolo Rock N' Roll Pain Train.
Nel 2007 pubblica l'album di maggior successo commerciale e di critica, intitolato Rock n Roll Jesus. L'album viene acclamato per il sound originale e innovativo e riceve un'ottima risposta di vendite da parte dei fan. Il singolo di apertura del disco è All Summer Long, pezzo contiene un campionamento della chiave della canzone Sweet Home Alabama dei Lynyrd Skynyrd, mentre l'arrangiamento è quello di Werewolves of London di Warren Zevon. Il secondo singolo estratto è Amen, il cui testo è dedicato ai soldati, infatti Bob stesso ha dichiarato che quello è stato il miglior testo che lui abbia mai scritto nel corso della sua carriera. Il 16 novembre 2010 esce Born Free (nel quale ha duettato con Mary J. Blige e Sheryl Crow), frutto di un lungo lavoro con la collaborazione del produttore Rick Rubin. Il 19 novembre 2012 esce invece il nuovo album, Rebel Soul, lanciato dai singoli Let's Ride e Cucci Galore. Nel 2015 pubblica First Kiss mentre nel 2017 realizza il disco Sweet Southern Sugar; entrambi i dischi ricevono una risposta mista da parte della critica musicale e riscuotono un discreto successo commerciale.
Nel 2022 Kid Rock pubblica Bad Reputation, un disco di protesta contro la politica di Biden e in generale contro la decisione del governo statunitense di attuare il lockdown durante la pandemia di COVID 19. Il disco viene accolto in maniera negativa da parte della critica ma riceve consensi da parte dei fan e dei media conservatori.

## Vita privata

### Relazioni e figli
È stato sposato con Pamela Anderson dal 2006 al 2007. Ha un figlio di nome Robert James Ritchie Jr. (nato nel 1993), che il 25 dicembre 2014 lo ha reso nonno di una bambina. Da tempo è in una relazione con Audrey Berry.

### Politica e religione
Kid Rock si è da sempre descritto come cristiano.
Simpatizzante del Partito Repubblicano, Kid Rock è molto esplicito riguardo alle sue opinioni politiche: spesso etichettato come un conservatore, egli è un forte oppositore della politica interna di Joe Biden. Egli si dichiara conservatore per argomenti come l'economia o il secondo emendamento (che riguarda la detenzione di armi) mentre si dichiara più liberale per alcuni argomenti sociali come la legalizzazione delle droghe.
Negli anni ha incontrato numerosi presidenti durante la loro carica tra i quali Bill Clinton, Barack Obama e Donald Trump.

### Passioni
Negli anni Kid Rock ha sempre sottolineato la proprio passione per le armi da fuoco. Ha anche un grande interesse per il wrestling, tant'è che il 6 aprile 2018 è stato introdotto nella WWE Hall of Fame.

## Stile, influenza e successo

### Stile musicale
Kid Rock è noto per le sue canzoni eclettiche, comprese in vari generi come hip hop, rap rock, rap metal, hard rock, heavy metal, Southern rock, country, nu metal, blues, funk e soul. La sua musica è stata considerata dalla rivista Pitchfork una via di mezzo tra Run DMC, Lynyrd Skynyrd ed AC/DC. MTV ha ritenuto i brani "I Am the Bullgod" e "Roving Gangster (Rollin')" un incrocio tra Alice in Chains e Public Enemy.
Kid Rock è un musicista polistrumentista autodidatta e questa caratteristica, legata ad una profonda conoscenza dei generi che sperimenta, gli concede una grande abilità nella mescolanza dei generi più svariati.

### Influenze
Kid rock è spesso citato come uno degli artisti più influenti del XXI secolo, questo perché egli è stato in grado di cavalcare l'onda mainstream del genere rap rock e, agli albori del nuovo millennio, è stato uno dei primi sperimentatori del genere country rap, genere che darai poi vita a svariati singoli di successo internazionale come “Old Town Road”.

### Successo
Artista di grande successo, soprattutto negli Stati Uniti, nel corso della sua carriera ha venduto più di 35 milioni di copie in tutto il mondo e svariati suoi singoli sono entrati nella Billboard Hot 100. Il suo album del 2007, “Rock’n’roll Jesus”, ha raggiunto la vetta della Billboard hot 200.
Il suo album più venduto è “Devil Without a Cause”, con più di 15 milioni di vendite in tutto il mondo.

## Collaborazioni
Rock ha collaborato con molti altri artisti tra cui Eminem, Nickelback, Snoop Dogg, Sheryl Crow, Bob Seger, ZZ Top, Uncle Kracker, Hank Williams Jr., Jerry Lee Lewis, Kenny Wayne Shepherd, Lynyrd Skynyrd (coi quali ha compiuto anche un tour), Willie Nelson, Slash, Aerosmith (che ha anche introdotto nella Rock and Roll Hall of Fame) e tanti altri. È inoltre apparso nel video del singolo Rockstar dei Nickelback e, nel 2013, nel video del singolo Berzerk di Eminem.
Ha inoltre avuto diverse occasioni di contatto con la WWE, principale federazione di wrestling del mondo, tra cui si possono ricordare:
- la partecipazione come guest star a WrestleMania XXV, venticinquesima edizione del più importante pay-per-view della compagnia, proponendo alcuni suoi successi;
- l'utilizzo della sua canzone American Bad Ass come canzone d'ingresso da parte di The Undertaker quando quest'ultimo interpretava la gimmick del biker;
- l'utilizzo della sua canzone Born Free come una delle sigle del pay-per-view Tribute to the Troops 2010;
- l'utilizzo della sua canzone Celebrate come parte della colonna sonora di Wrestlemaniaxxx;
- l'utilizzo della sua canzone Bawitdaba come colonna sonora del trailer di presentazione del videogioco WWE 2K15. In ambito televisivo e cinematografico ha doppiato sé stesso in un episodio de I Simpson, è comparso nel ventunesimo episodio della seconda stagione di CSI: NY nel ruolo di sé stesso e ha recitato nel film Biker Boyz. Inoltre è apparso nella prima puntata della serie TV HBO Silicon Valley.

La sua canzone Bawitdaba Compare nel episodio pilota della serie TV The Shield, sul finire di episodio.

## Twisted Brown Trucker
La band di supporto di Kid Rock, che lo segue sia in studio che nei concerti, si chiama "Twisted Brown Trucker" e si è formata nel 1994

### Formazione

#### Attuale
- Larry Frantangelo - percussioni (2007-presente)
- Jason Krause - chitarra ritmica (1997-presente)
- Jimmie "Bones" Trombley - armonica a bocca, tastiera, voce (1996-presente)
- Stefanie Eulinberg - voce, batteria (1998-presente)
- Aaron Julison - basso, voce (2003-presente)
- Paradime - voce, turntables (2002-presente)
- Marlon Young - chitarra solista (1996-1997, 2007-presente)
- David McMurray - Sassofono (2007-presente)
- Jessica Wagner - voci (2007-presente)
- Tyra Juliette - voci (2009-presente)

#### Ex componenti
- Uncle Kracker - voce, turntables (1994-2002)
- Bob Ebeling - batteria
- Kenny Olson - chitarra
- Joe C. - voce (1994-2000)
- Mike Bradford basso
- Lonnie Moxley basso
- Bobby East - chitarra, basso
- Chris Labroux - batteria
- Smith Curry - chitarra
- Kenny Olson - chitarra (1994-2005)
- Stacy Michelle - voce (2007-2009)

## Discografia

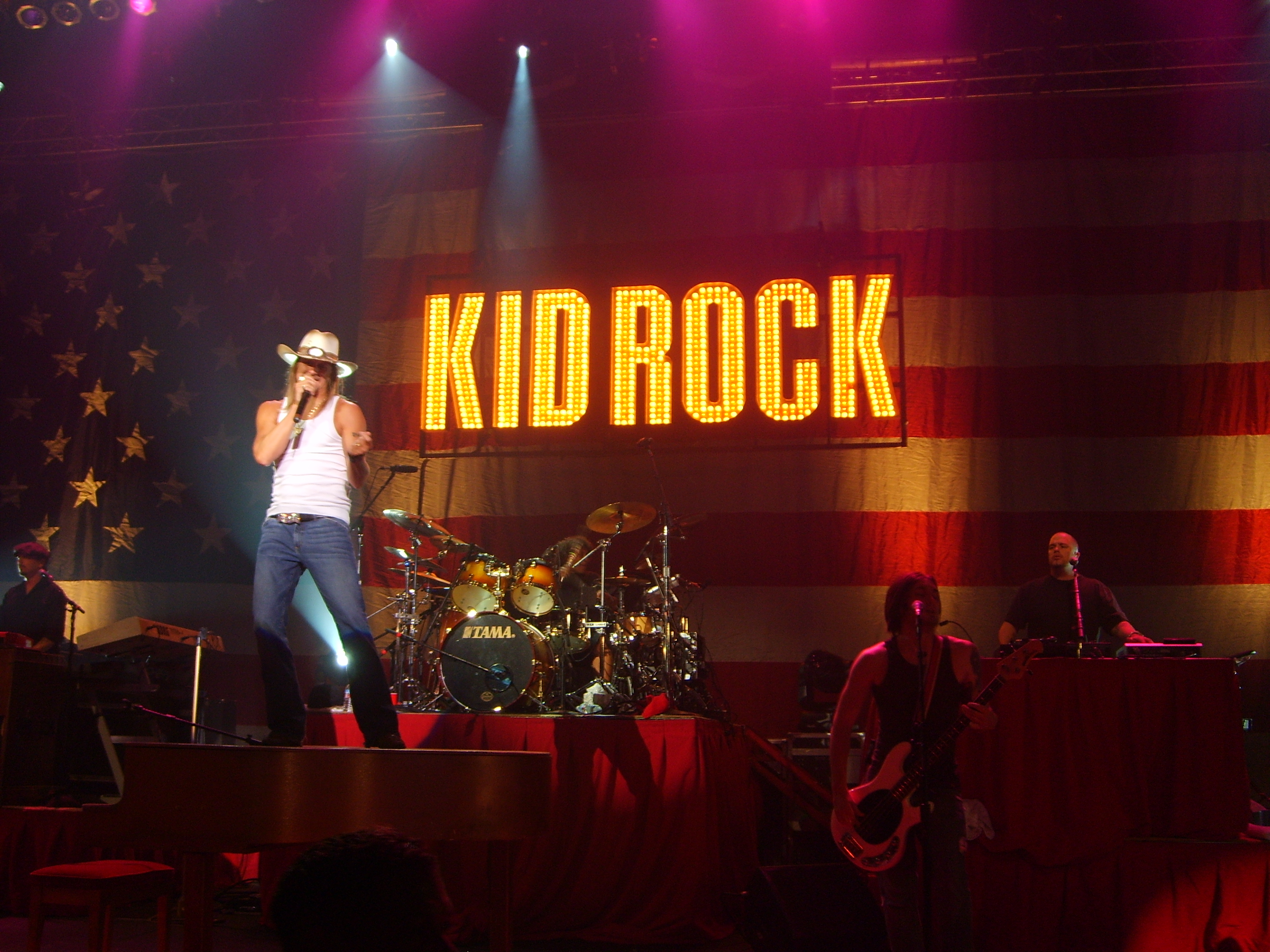
Kid Rock in concerto il 16 settembre 2006 a Denver, Colorado.

### Album studio
- 1990 - Grits Sandwiches for Breakfast
- 1993 - The Polyfuze Method
- 1996 - Early Mornin' Stoned Pimp
- 1998 - Devil Without a Cause
- 2000 - The History of Rock
- 2001 - Cocky
- 2003 - Kid Rock
- 2007 - Rock n Roll Jesus
- 2010 - Born Free
- 2012 - Rebel Soul
- 2015 - First Kiss
- 2017 - Sweet Southern Sugar
- 2022 - Bad Reputation

### Album dal vivo
- 2006 - Live Trucker

### Apparizioni
- AA.VV. - Woodstock 1999 (1999)
- Ted Nugent - Craveman (2002)
- Slash - Slash (2010)

### Singoli
- "Yo-Da-Lin in the Valley" (1990)
- "Back from the Dead" (1992)
- "U Don't Know Me" (1993)
- "Prodigal Son" (1993)
- "Welcome 2 the Party (Ode 2 the Old School)" (1998)
- "I Am the Bullgod" (1998)
- "Bawitdaba" (1999)
- "Cowboy" (1999)
- "Only God Knows Why" (1999)
- "Wasting Time" (2000)
- "American Bad Ass" (2000)
- "Forever" (2001)
- "Lonely Road of Faith" (2001)
- "You Never Met a Motherfucker Quite like Me" (2002)
- "Picture" (feat. Sheryl Crow and Allison Moorer, 2002)
- "Feel like Makin' Love" (2003)
- Rock n Roll Jesus (2007)
- Roll On (2007)
- All Summer Long (2008)
- Born Free (2010)
- Care (feat. Mary J. Blige & T.I., 2011)
- Collide (2011, feat. Sheryl Crow, 2011)
- First Kiss (2014)

## Filmografia

### Televisione
- CSI: NY - serie TV, episodio 2x21 (2006) - nel ruolo di sé stesso

### Doppiaggio
- I Simpson (The Simpsons) - serie animata, episodio 11x19 (2000) - voce di sé stesso

## Doppiatori italiani
Nelle versioni in italiano delle opere in cui ha recitato, Kid Rock è stato doppiato da:
- Roberto Draghetti in CSI: NY

Da doppiatore, è stato sostituito da:
- Edoardo Nordio ne I Simpson